# Mario Basari
Mario Basari, noto anche con lo pseudonimo di Bamar (Torino, 1932), è un fumettista italiano.

## Biografia
Esordì realizzando negli anni cinquanta per il settimanale Il Vittorioso alcuni "cineromanzi", ovvero trasposizioni a fumetti di film; scrisse poi i testi per la serie Capitan Walter che venne pubblicata anche in Francia dalle edizioni Joker Remparts, e crea la serie Kit Ringo, disegnata da Antonio Sciotti. Passa poi alla fine degli anni sessanta a collaborare con il Giornalino, per il quale scrisse serie come All'Oregon o all'inferno disegnata da Gianni de Luca e Max Martin disegnata da Nevio Zeccara e pubblicata anche in Francia, Max Mado con Mario Rossi nel 1977, Babe Ford con Renato Polese dal 1970 al 1977, Bug Barri nel 1969 con Ruggero Giovannini, Gec Sparaspara con Giovanni Boselli Sforza, Bruno Stark con Carlo Boscarato, e molte altre serie oltre a curare adattamenti di opere letterarie durante gli anni settanta con Franco Caprioli. Collabora anche con il Messaggero dei ragazzi realizzando nel 1969 varie serie come L'eroe della montagna luminosa, Massimiliano Kolbe ma anche storie uniche.